# Пипофезин
Пипофези́н — антидепрессант трициклической структуры.
Наименование присвоено разработчиком — ВНИХФИ как производное от слова «диазафеноксазин». Позднее ВОЗ зарегистрировала действующее вещество азафена под МНН пипофезин.

## Доказательная база
Пипофезин обладает очень слабой доказательной базой: согласно использующему доказательные данные справочнику С. Н. Мосолова, имеются лишь данные неконтролируемых (открытых) исследований.
В наиболее авторитетных источниках информации об исследованиях и препаратах: Cohrane Library, PubMed, FDA, RXlist — почти полностью отсутствует информация о данном химическом соединении и его свойствах.
Всемирная организация здравоохранения (ВОЗ) также не внесла пипофезин в свой примерный перечень основных лекарственных средств от 2019 года.

## История
Азафен разработан в СССР во Всесоюзном научно-исследовательском химико-фармацевтическом институте имени Серго Орджоникидзе (ныне ОАО «ЦХЛС-ВНИХФИ»). Азафен разрешён к медицинскому применению приказом Минздрава СССР от 01.06.1970 № 356. Приказом Минздрава России от 23.01.1998 № 17 включён в Перечень жизненно необходимых и важнейших лекарственных средств. В новой редакции Перечня, утверждённого распоряжением Правительства России от 29.03.2007 № 376-р, азафен присутствует под международным непатентованным наименованием пипофезин. В 2007 году получено регистрационное удостоверение Росздравнадзора на новую лекарственную форму пролонгированного действия — таблетки с модифицированным высвобождением «Азафен МВ».

## Физические и химические свойства
Кристаллический порошок желтовато-зеленоватого цвета. Легко растворим в воде, практически нерастворим в спирте, pH 1,25 % раствора 2,5—3,0.

## Фармакокинетика
Быстро и полно всасывается в ЖКТ. Биодоступность — около 80 %, Tmax — 2 часа, Cmax — 3—4 часа (111 нг/мл). Связь с белками плазмы — 90 %. Метаболизируется в печени с образованием неактивных метаболитов. T1/2 — 16 часов. Выводится из организма в основном почками.

## Противопоказания
Гиперчувствительность, печёночная и/или почечная недостаточность, хроническая сердечная недостаточность, инфаркт миокарда, ишемическая болезнь сердца, состояние после инсульта, инфекционные заболевания, сахарный диабет, первый триместр беременности и период лактации, одновременный приём ингибиторов МАО. Нет сведений о применении пипофезина у детей.

## Побочные действия
При приёме пипофезина возможны (редко) головокружение, тошнота, рвота, аллергические реакции. После уменьшения дозы эти явления быстро проходят. Редко — преимущественно в начале терапии или при высоких дозах — присутствуют такие чаще всего слабо выраженные побочные эффекты, как слабость, усталость, сонливость, нарушение концентрации внимания, тахикардия, головная боль, сухость во рту, тремор, головокружение, снижение полового влечения. Обладает седативным действием; характерные для других трициклических антидепрессантов холинолитические и кардиотоксические побочные эффекты отсутствуют. В редких случаях возможно увеличение массы тела.

## Взаимодействие с другими препаратами
Усиливает эффекты антикоагулянтов, этанола, антигистаминных препаратов, барбитуратов и других лекарственных средств, угнетающих ЦНС. Снижает эффективность противоэпилептических препаратов:517. Азафен, как и другие трициклические антидепрессанты, не следует назначать совместно с необратимыми ингибиторами МАО и с резерпином. После применения необратимых ингибиторов МАО пипофезин можно назначать через 1—2 недели.

## Хранение
Хранение: список Б. В сухом, защищённом от света месте.

## Производитель
С 1970 года азафен производился на объединении Мосхимфармпрепараты им. Н. А. Семашко. В середине 90-х из-за отсутствия сырья препарат не нарабатывался. С 2005 года по исключительной лицензии ОАО «ЦХЛС-ВНИХФИ» азафен вновь производится ЗАО «Макиз-Фарма» на предприятии в г. Москва, с 2007 года входит в холдинг «ШТАДА СНГ» (STADA CIS).